# Antonio Sancho Dávila de Toledo y Colonna
Antonio Sancho Davila de Toledo y Colonna (Madrid, 15 gennaio 1590 – Madrid, 25 agosto 1666) è stato un generale e politico spagnolo, III marchese di Velada.

## Biografia

### I primi anni
Antonio Sancho era l'unico figlio di don Gómez Dávila y Toledo, II marchese di Velada, e di sua moglie Ana de Toledo y Colonna. Suoi padrini di battesimo furono il principe Filippo di Spagna, pupillo di suo padre, e sua zia Vittoria Colonna, contessa di Belgar.
Durante i primi anni egli venne inserito alla corte spagnola come paggio della regina Margherita d'Austria e poi fu gentiluomo di camera di Filippo IV.
Nel 1614, per via del suo matrimonio con la nobildonna Constanza Osorio, Filippo III gli concedette il marchesato di San Román. Nel 1616 ricevette l'abito dell'Ordine di Calatrava del quale fu commendatore di Manzanares.

### Servizio in Africa
Nel 1625 fu inviato nel Nordafrica come governatore e capitano generale delle fortezze di Orano, Mers-el-Kébir e Tlemcen, ove rimase sino al 1628. L'anno seguente venne posto a capo di una flotta spagnola col compito di riprendere il controllo della fortezza di San Jorge de Elmina, in Guinea, anche se questa spedizione non ebbe il successo sperato. Successivamente, col rango di capitano generale di mare e di terra, ebbe l'incarico di dirigere un'armata con la quale avrebbe dovuto espellere gli olandesi dalle coste del Brasile, ma durante i preparativi per questa spedizione gli venne ordinato di partire alla volta del Portogallo in sostituzione del conte di Fuentes.

### La guerra nelle Fiandre
Nel 1636 venne destinato ai Paesi Bassi spagnoli che a quell'epoca erano coinvolti nella guerra delle Fiandre e vedevano gli sforzi di Federico Enrico d'Orange di conquistare l'indipendenza di quel Paese contro il volere del governatore spagnolo Ferdinando d'Austria. Divenuto Maestro di Campo generale del governatore stesso, il Dávila prese parte a molti scontri nell'area.
Nel 1640, ricongiuntosi col condottiero bolognese Virgilio Malvezzi, venne inviato come ambasciatore straordinario a Londra al posto di Alonso de Cárdenas, con la precisa missione di siglare un'alleanza con Carlo I d'Inghilterra. Le intenzioni spagnole in questo senso erano mirate a evitare un'alleanza tra Inghilterra e Francia e con le Province Unite, ostacolando anche il matrimonio tra Guglielmo II d'Orange e Maria Enrichetta Stuart. La missione diplomatica fallì e il Dávila tornò nei Paesi Bassi già dal marzo del 1641, prendendo poi parte alla battaglia di Honnecourt come generale di cavalleria.

### Governatore di Milano

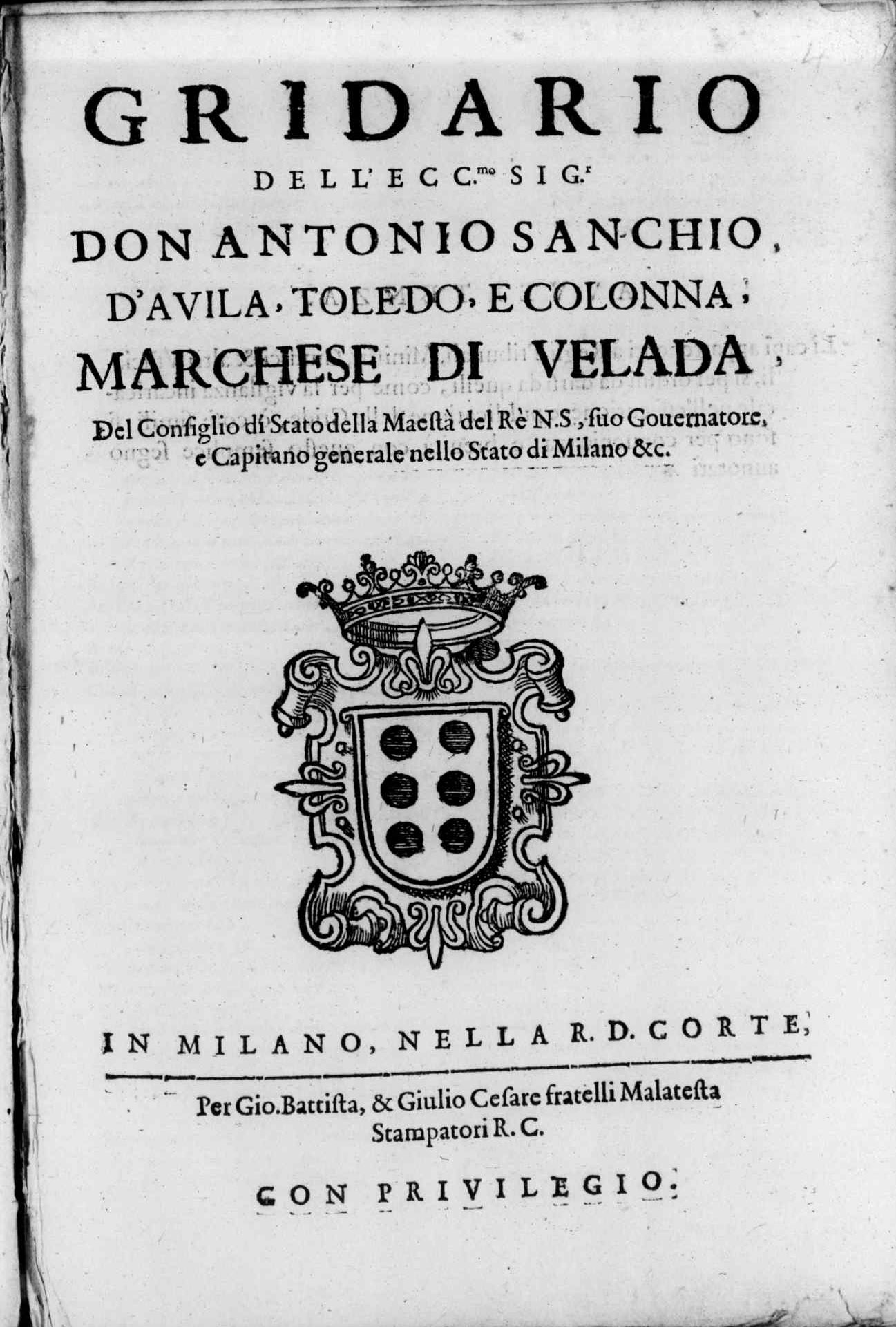
Gridario dell'eccellentissimo signor don Antonio Sanchio, d'Avila, Toledo, e Colonna, marchese di Velada, 1646

Nel 1643 venne nominato governatore del Ducato di Milano, dovendo difendere i confini del dominio spagnolo in Italia dagli attacchi di Tommaso Francesco di Savoia e di suo fratello Maurizio, alleati dei francesi.

### Ritorno in Spagna
Nel 1646 il Davila rinunciò al governo di Milano e fece ritorno in Spagna ove, dall'anno seguente, divenne consigliere di stato di Filippo IV. Nel dicembre del 1653 ottenne la presidenza del Real Consiglio degli Ordini Militari per un breve periodo durante l'assenza del titolare Gaspar de Bracamonte y Guzmán. Successivamente venne nominato presidente del Supremo Consiglio d'Italia e del Consiglio delle Fiandre.
Morì a Madrid il 25 agosto 1666.

## Opere
- Gridario dell'eccellentissimo signor don Antonio Sanchio, d'Avila, Toledo, e Colonna, marchese di Velada, Milano, Giovanni Battista Malatesta & Giulio Cesare Malatesta, 1646.

## Matrimonio e figli
Dal suo matrimonio avvenuto nel 1614 con Constanza Osorio, ebbe quattro figli:
- Antonio Pedro Sancho
- Bernardino
- Fernando
- Anna